# Pieter Boel
Pour les articles homonymes, voir Boel.
Pieter Boel, ou Peeter Boel, nom francisé en Pierre Boel ou Boule, né le 22 octobre 1622 à Anvers et mort le 3 septembre 1674 à Paris, est un peintre et graveur flamand d'animaux, natures mortes, fleurs et fruits, associé à la peinture baroque flamande. Il s'installe à Paris, où il travaille à la Manufacture des Gobelins et devient peintre du roi. Pieter Boel a révolutionné la peinture animalière en dessinant directement d'après des animaux vivants dans un cadre naturel. Il est ainsi parvenu à des représentations d'animaux dans leurs poses naturelles et caractéristiques. Il a eu de nombreux adeptes en France.

## Biographie
Il est baptisé à Anvers le 10 octobre 1622 comme fils de Jan Boel et Anna van der Straeten. Il est membre d'une famille d'artistes. Son grand-père Jeroom était un peintre qui était enregistré en 1620 comme maître dans la guilde de Saint Luc d'Anvers. Son père est graveur et son frère aîné Quirijn le jeune devient graveur. Après avoir étudié le dessin avec son père, il devient l'élève de Jan Fyt, un peintre de natures mortes et d'animaux bien connu. Jan Fyt avait étudié auprès du grand peintre flamand d'animaux et de natures mortes Frans Snyders.
On pense qu'il a voyagé en Italie dans les années 1640 ou en 1651. Son voyage le mène à Gênes et à Rome. À Gênes, il séjourne chez le peintre et marchand d'art Cornelis de Wael, qui réside depuis longtemps dans cette ville et dont il épousera la nièce à son retour à Anvers.
Retourné à Anvers, il s'inscrit en 1650-51 à la guilde de Saint-Luc d'Anvers en tant que wijnmeester (maître de vin) (titre réservé aux enfants des membres de la guilde). Il épouse Maria Blanckaert, fille du peintre Jan Blanckaert. La mère de sa femme est une sœur de Cornelis de Wael (qu'il a rencontré à Gênes) et Lucas de Wael. Deux des fils du couple, Jan Baptist Boel le Jeune et Balthasar-Lucas Boel, deviennent plus tard des artistes. La notoriété de Pieter va croissant, et ses commandes affluent. Parmi ses compositions de l'époque les auteurs citent unanimement Les quatre éléments comme de véritables chefs-d'œuvre, reproductions grandeur nature, des animaux, des fleurs et des fruits, œuvres colossales qui appartiennent à cette époque, à un sieur N. Bloemaerts, fabricant de cuirs dorés pour tapisseries. Weyerman affirme que celui-ci les fait copier par le peintre anversois Jacob Leyssens et que les copies ne manquaient pas de mérite (XVIIe siècle).

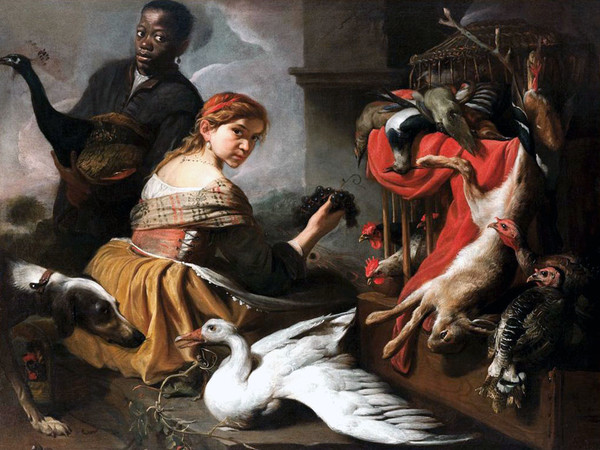
Serviteur noir avec un paon, jeune femme avec des raisins et du gibier mort.

En 1668-1669, il s'installe à Paris où il fait partie du groupe d'artistes flamands rassemblés autour de Charles Le Brun qui résident à l'Hôtel Royal des Gobelins. En tant que 'Premier peintre du roi', Charles Le Brun est chargé de la Manufacture des Gobelins, créé en 1663 ainsi que de la décoration des différents nouveaux bâtiments construits pour le roi. Pour réaliser ces projets, Le Brun s'entoure d'un groupe important d'artistes, dont plusieurs artistes flamands tels que le sculpteur Gérard van Opstal et les peintres Adam Frans van der Meulen, Abraham Genoels, Adriaen Frans Boudewyns et Pieter van Boucle. En tant que résident de l'Hôtel Royal des Gobelins, Boel peut pratiquer son art sans devoir s'inscrire à la Guilde de Saint-Luc locale ou à l'Académie royale de peinture et de sculpture. À trois reprises, son nom figure dans les Comptes des Bâtiments du Roi, notamment pour avoir fourni des dessins pour les tapisseries des Gobelins. Boel est étroitement lié à deux artistes flamands, qui vivent également aux Gobelins : Adam Frans van der Meulen et Gérard Scotin l'ancien, un graveur. En 1671, il fut témoin du mariage de Scotin. La femme de van der Meulen est le second témoin. Scotin grave un certain nombre de dessins d'animaux de Boel et est peut-être aussi l'éditeur de gravures réalisées par Boel lui-même.
Il réalise, entre 1669 et 1671, quatre-vingt-une études d'animaux et d'oiseaux pour les compositions intitulées les Douze mois, dans les dessins de Charles Le Brun. Il s'inspira des oiseaux et mammifères de la ménagerie du château de Versailles. Ces œuvres sont dispersées et le Louvre en conserve vingt. Abraham Genoels dessine les paysages pour les compositions. Cette collaboration se poursuit pour les commandes faites par le comte de Monterey, gouverneur général des Pays-Bas. 
Il est nommé peintre ordinaire par le roi Louis XIV en 1674. En tant que peintre ordinaire du roi, Boel est chargé de réaliser des "tableaux de divers animaux destinés à être utilisés dans les tapisseries de la Manufacture des Gobelins.
Pieter Boel meurt le 3 septembre 1674. Adam Frans van der Meulen est témoin de l'acte d'inhumation.
Il est le maître de ses fils et de David de Koninck.

## Œuvre

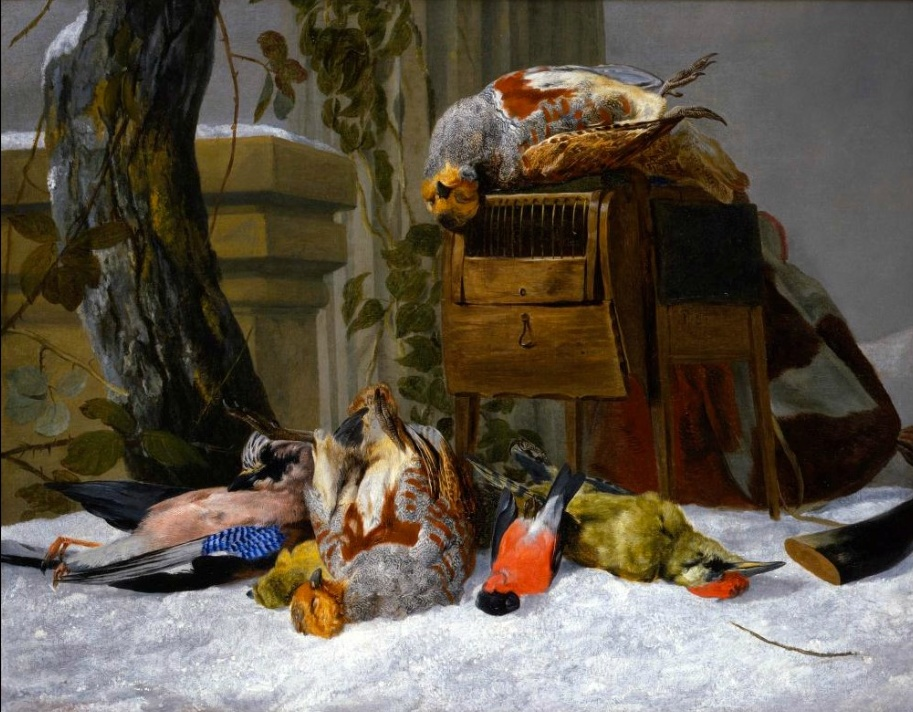
Nature morte avec du gibier et des oiseaux chanteurs morts dans la neige.

Boel a principalement peint des natures mortes, notamment des natures mortes de fleurs, des natures mortes de chasse, des natures mortes d'animaux et de poissons, des vanités et des natures mortes d'armes. Il a également peint quelques natures mortes dans des paysages. Comme la plupart de ses œuvres ne sont pas datées, il est difficile d'établir une chronologie de son œuvre. Boel a atteint une très grande qualité dans son travail. On pense qu'un certain nombre de ses compositions ont pu être dépouillées de leur signature afin de passer pour des œuvres de Frans Snyders ou de son maître Jan Fyt. Ce n'est que récemment qu'un certain nombre de natures mortes conservées dans des musées, qui avaient été données à Fyt, ont été réattribuées à Pieter Boel.

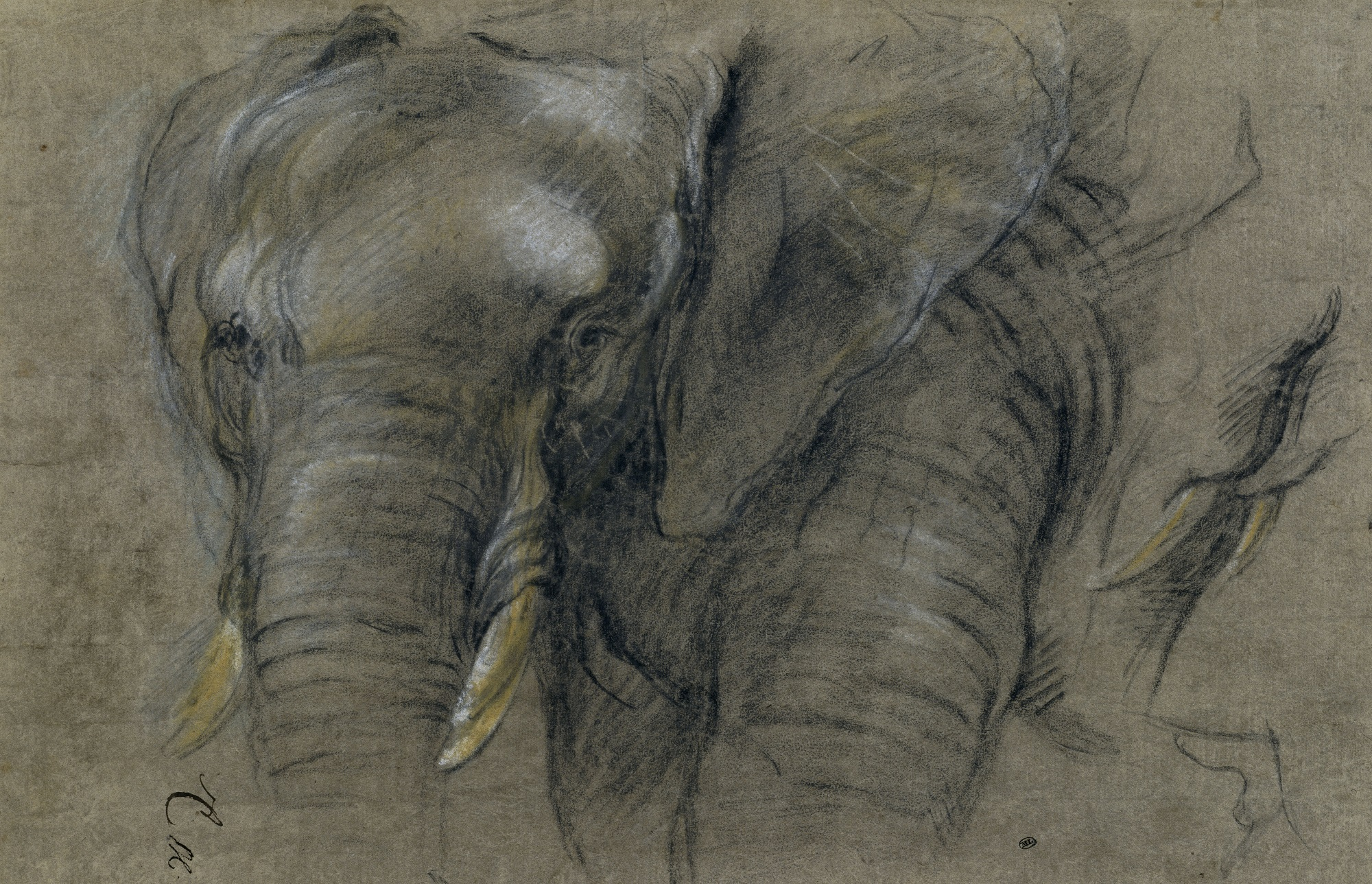
Pieter Boel, Éléphante du Congo vu de face, vers 1668-1674.

Pieter Boel a révolutionné la peinture animalière. Alors que les artistes précédents se contentaient de faire des études statiques à partir d'animaux empaillés, Boel a dessiné et peint les animaux d'après la vie à la ménagerie de Versailles. Il était ainsi capable de représenter les animaux dans leurs poses naturelles et sans aucune notion emblématique ou idée préconçue des animaux. Cela ne correspondait pas à la conception dominante des animaux comme de simples machines ou des bêtes. Son naturalisme a influencé une longue lignée de grands artistes animaliers, du peintre Jean-Baptiste Oudry au sculpteur Antoine-Louis Barye.
Ses études d'animaux ont servi de modèle pour les animaux figurant sur les bordures et au premier plan d'une série de grandes tapisseries, appelées "Les Mois" ou "Les Maisons Royales", réalisées à la Manufacture des Gobelins. Conscient de la valeur du répertoire animalier de Boel, la Manufacture des Gobelins conservait l'ensemble des études peintes et dessinées par Boel, soit 81 au total. Elles représentent des mammifères, des oiseaux, une tortue, un homard et un lézard. Elles sont peintes sur un fond rouge ou rose. Il a peint la fourrure, le plumage, les pattes et les yeux des animaux avec un pinceau libre. Dans certaines études, le même animal est représenté dans des positions différentes. Les espèces sont mélangées dans les études, mais il est rare que les animaux à fourrure et les animaux à plumage soient inclus dans la même étude. Le peintre français François Desportes a copié plusieurs de ses études. Par conséquent, on a cru que les dessins originaux étaient de Desportes. Ce n'est qu'après avoir confirmé que les originaux avaient été réalisés par Boel que la réputation de Boel en tant que peintre animalier a été rétablie. Charles Le Brun a utilisé les études de Boel pour ses propres œuvres.

## Œuvres
- Allégorie des vanités du monde, 1663, huile sur toile, 207 × 260 cm, Musée des Beaux-Arts de Lille
- Etudes d'un renard, 1669-1671, huile sur toile, 53 × 65 cm, Musée du Louvre, Paris
- Etude de chameau, 1669-1671, huile sur toile, 68 × 68 cm, Musée des Beaux-Arts de Nice
- Le Repas de l'aigle, conservée au Musée d'Anvers a longtemps été attribuée par erreur à Jan Fyt.
- Nature morte, de la collection Van den Schrieck de Louvain, elle aussi cataloguée par erreur à Fyt.
- Gibier mort dans nu paysage, conservée au Musée du Prado à Madrid.
- Un chien gardant du gibier mort, conservée au Musée de Munich
- Têtes d'oies et de canards, conservée au Musée Comtadin-Duplessis à Carpentras
- Nature morte au hibou et butin de chasse, huile sur toile, 68 × 93 cm, Musée des beaux-arts de Gand[13]
- Nature morte au lièvre, huile sur toile, 64 × 80,5 cm, Staatliche Museen, à Berlin.
- Jeune cerf couché - Musée des Beaux-Arts d'Agen
- Vanitas, Musées Royaux des Beaux-Arts de Belgique
- Éléphante de Louis XIV, vers 1668-1674, pierre noire et rehauts de pastel, 28.6 x 43.8 cm, musée du Louvre.

"
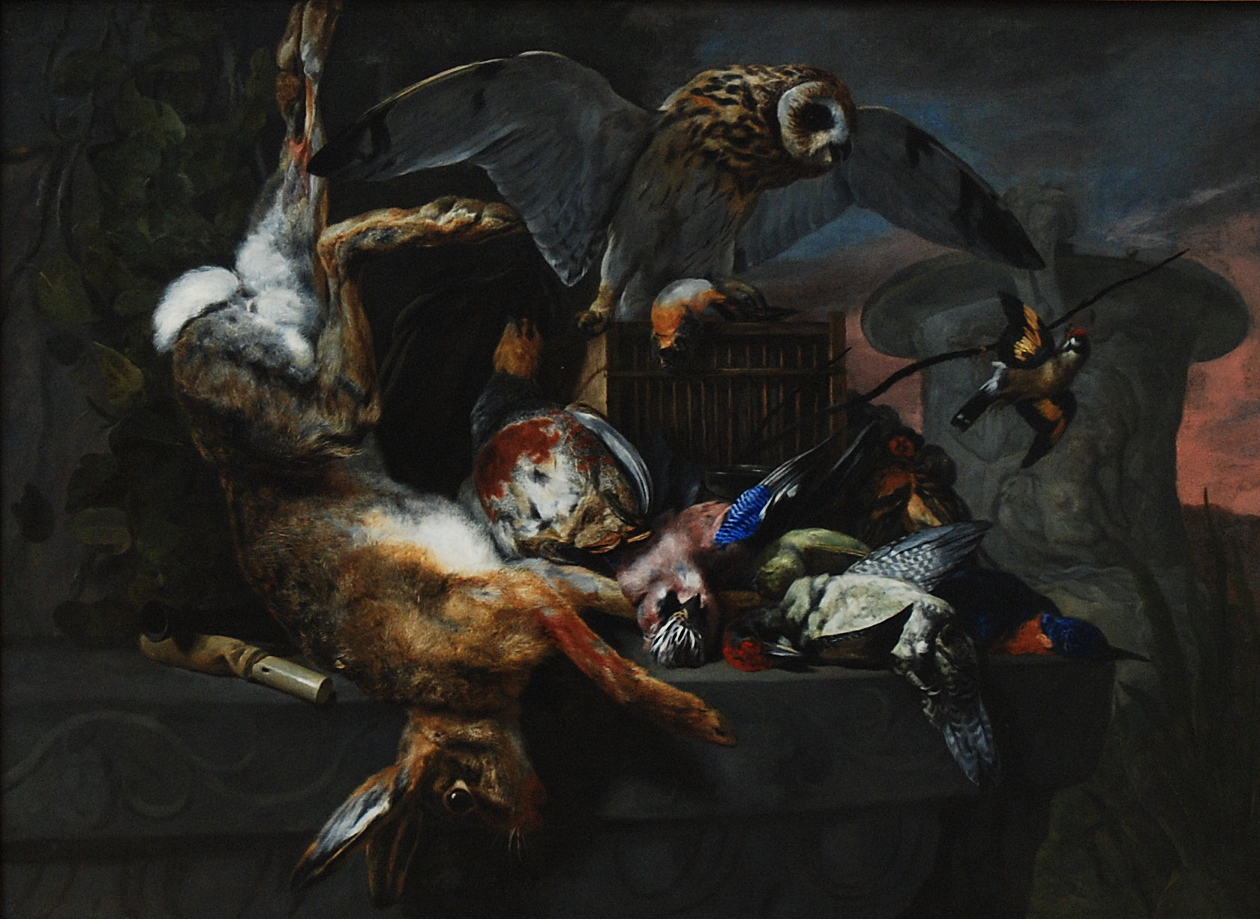
Nature morte au hibou Gand
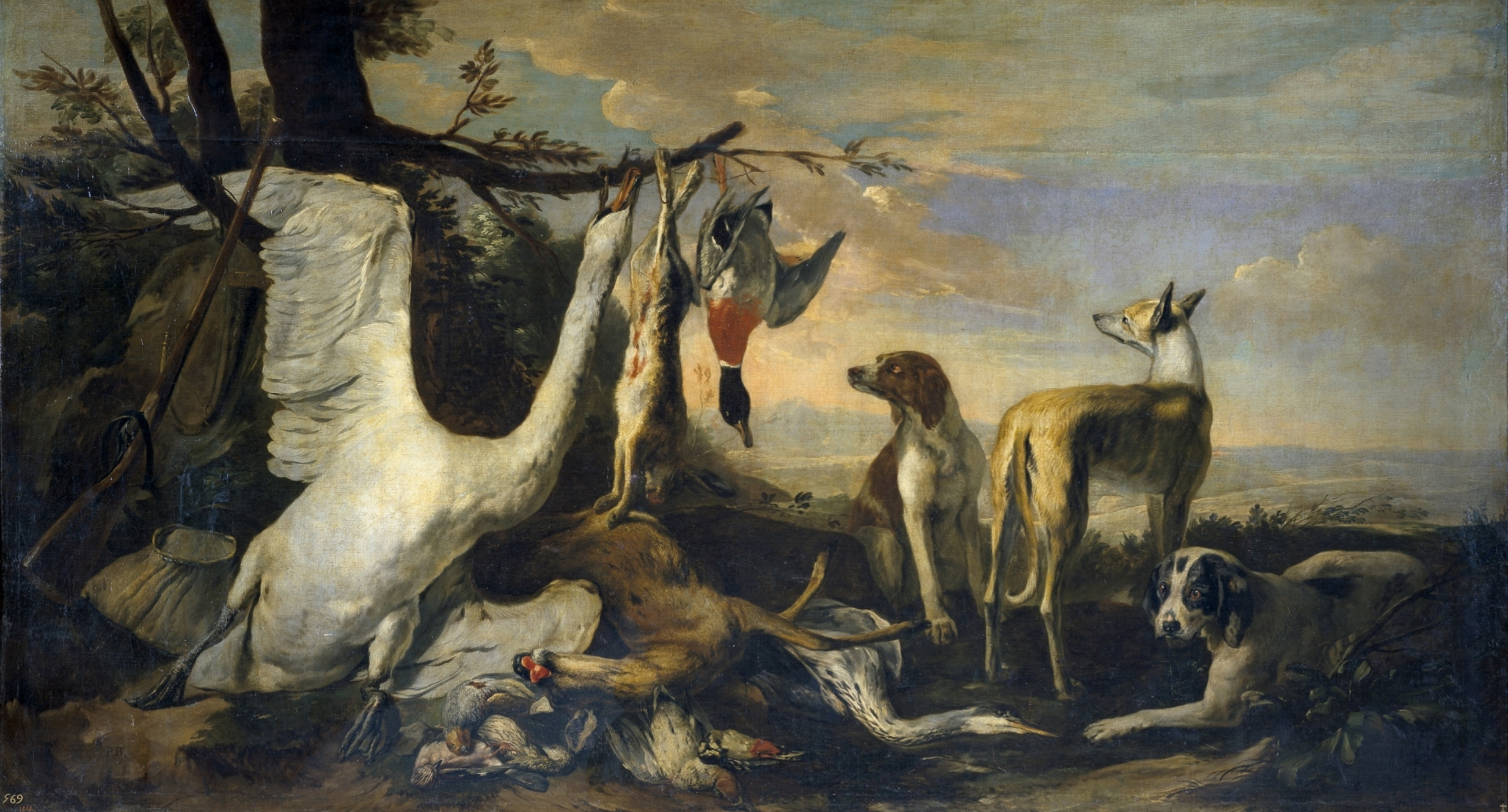
Gibier mort dans nu paysage 1640-1660, Musée du Prado
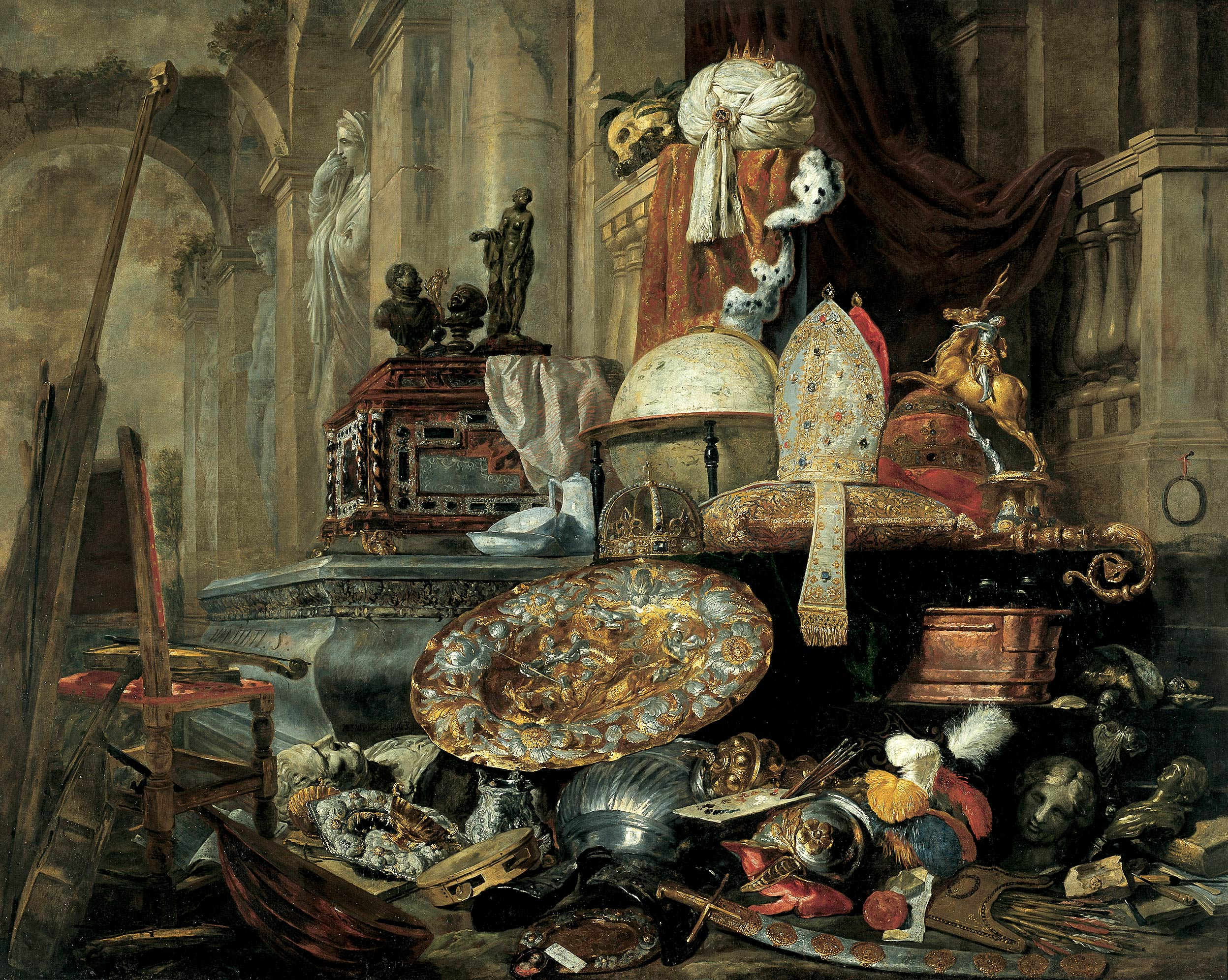
Allégorie des vanités du monde 1663, Lille
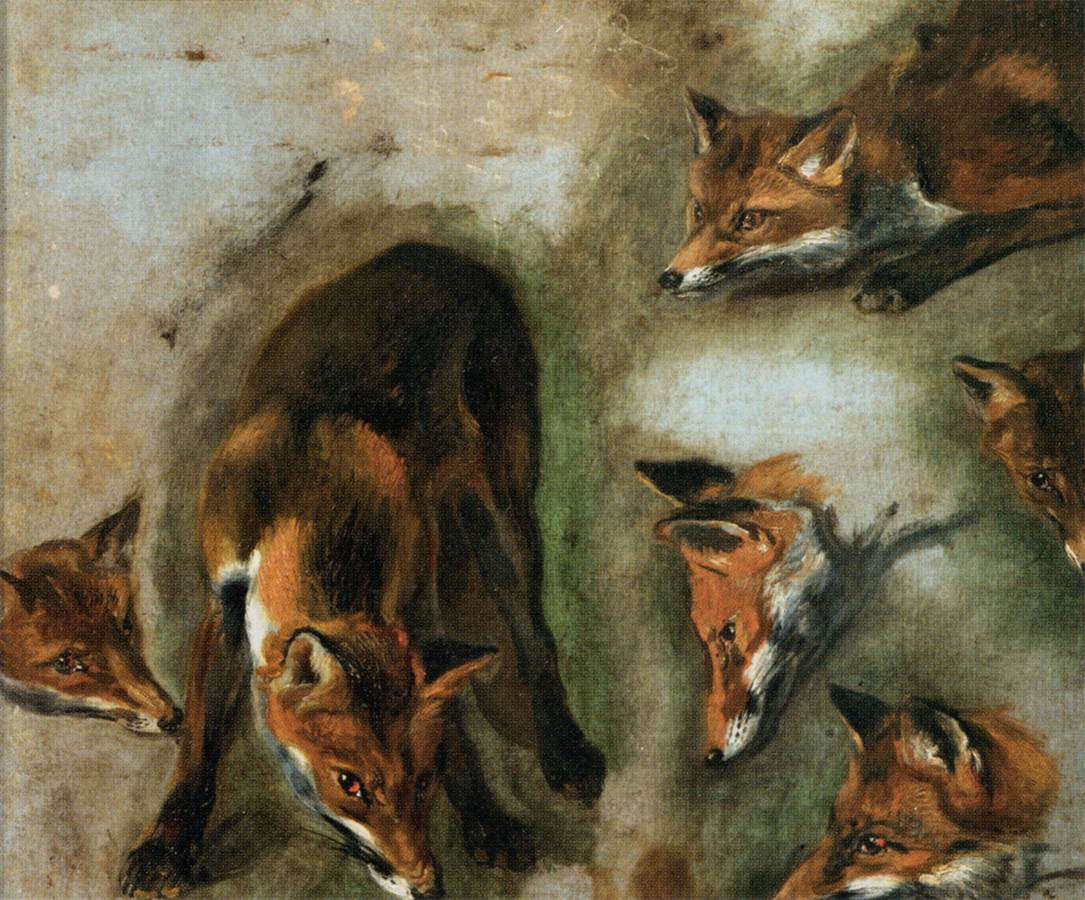
Etude de renard, 1669-1671 Musée du Louvre
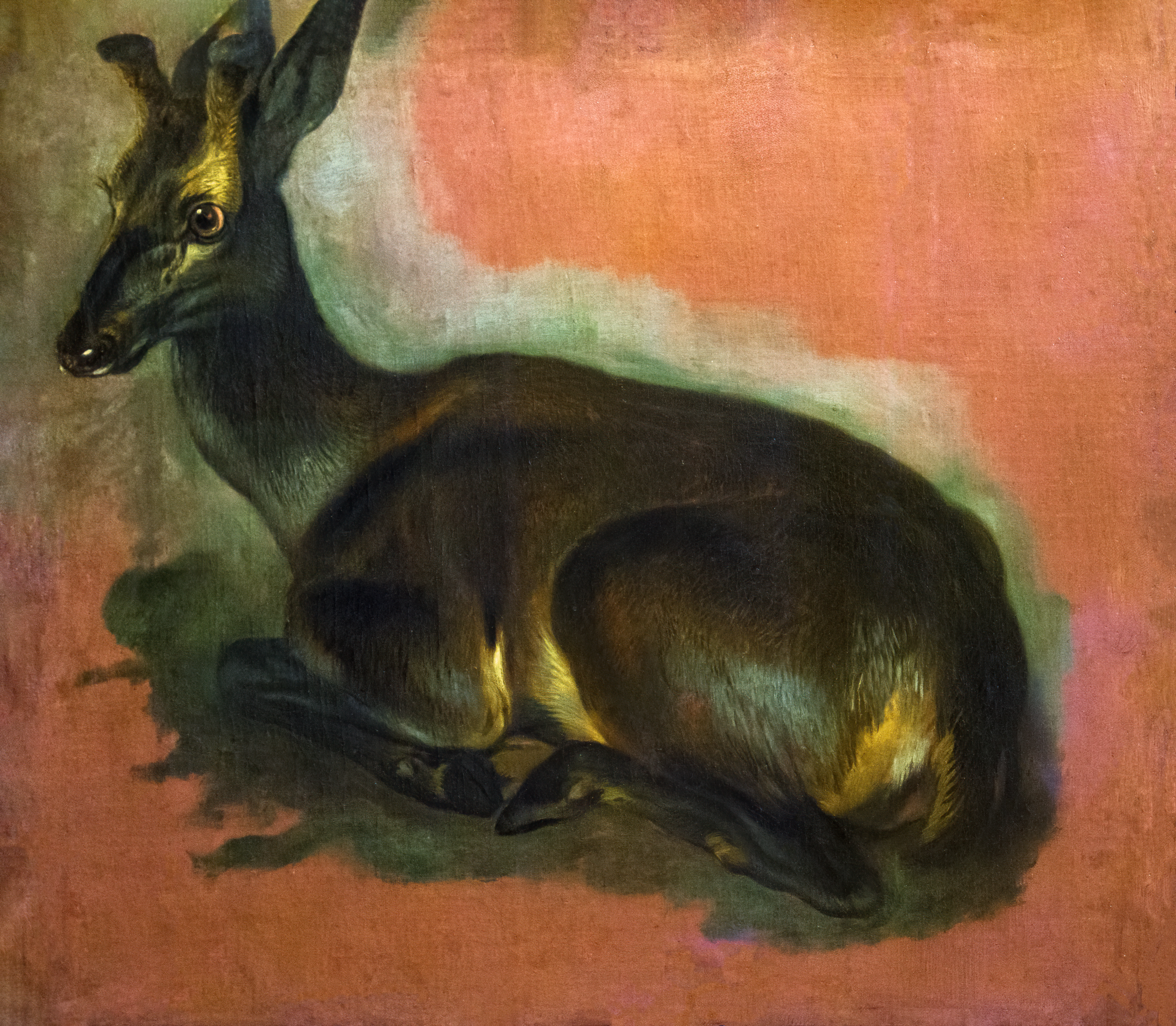
Jeune cerf couché (étude) - Musée des Beaux-Arts d'Agen

### Gravures à l'eau-forte
- Chasse au sanglier, qui peut figurer parmi les planches les plus renommées d'après les meilleurs peintres d'animaux.

Suite de six pièces de différents oiseaux. Frontispice Diversi Ucelli à Petro Boel :
- Les faucons – Les aigles – Le paon – Les butors – Les éperviers – La chasse au sanglier, cinq états (chef-d'œuvre) – Deux éléphants, deux ours et deux lynx. Six pièces portant le nom de Scotin (l'un des dix graveurs de la famille Scotin), attribuées à Boel, mais présumées d'un Scotin.
- Un grand nombre des dessins qu'il a réalisés pour la manufacture des Gobelins sont conservés au musée du Louvre.

### Musées
- Agen
  - Jeune cerf couché (étude) - Musée des Beaux-Arts d'Agen
- Anvers :
  - Nature morte.
- Berlin :
  - Nature morte.
- Budapest :
  - Chasse au sanglier.
- Chambéry au Musée des beaux-arts de Chambéry :
  - Oiseaux.
- Dublin :
  - Arche de Noé.
- Francfort-sur-le-Main :
  - Trois aigles se disputant un chevreuil mort.
- Gand :
  - Gibier mort dans un paysage.
- Genève :
  - Jeune femme en bleu.
- La Haye :
  - Chasse au sanglier.
- Kassel :
  - Un âne chargé d'ustensiles de cuisine, et deux chiens.
- Kremsier :
  - Nature morte, fruits et oiseaux.
- Lille :
  - Gibier mort.
  - Allégorie des vanités du monde, 1663.
- Madrid :
  - Natures mortes.

Munich :
- - Trois tableaux, Chiens de chasse, nature morte.
- Narbonne
  - Paons, chiens et oiseaux - Musée des Beaux-Arts de Narbonne
- Nuremberg :
  - Jeune garçon éloignant trois chiens d'un lièvre mort.
- Paris (Ancienne collection Pottier) :
  - Vanitas.
- Rotterdam :
  - Gibier mort.
- Vienne (Autriche) à l'Académie :
  - Nature morte.